# Levata del sole allo Spluga

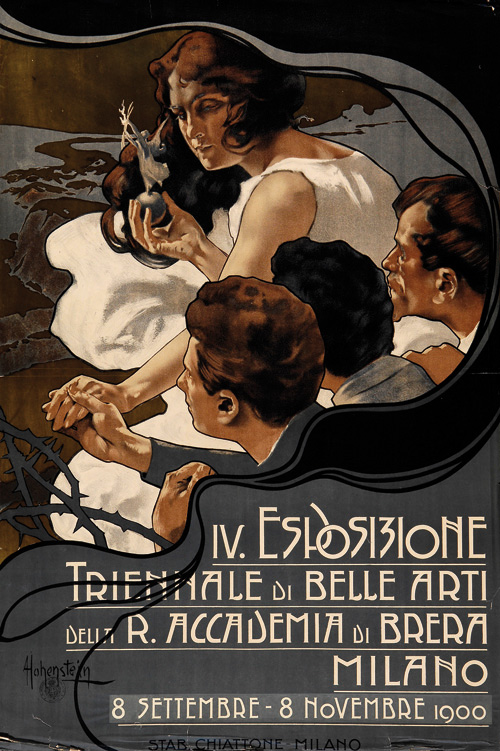
Quarta esposizione triennale: 1900 ; catálogo oficial; Milán

Nascer do sol no Passo do Spluga (em italiano: Levata del sole allo Spluga), é uma obra de arte única do artista italiano Carlo Bazzi. 
Finalizado em 8 de novembro de 1900, é uma obra de arte que foi exibido na mostra de arte IV Trienal de Milão (1900), a Milão, é uma das obras pictóricas mais famosas da paisagem da Lombardia, que atraiu muitos visitantes também de fora da Itália.

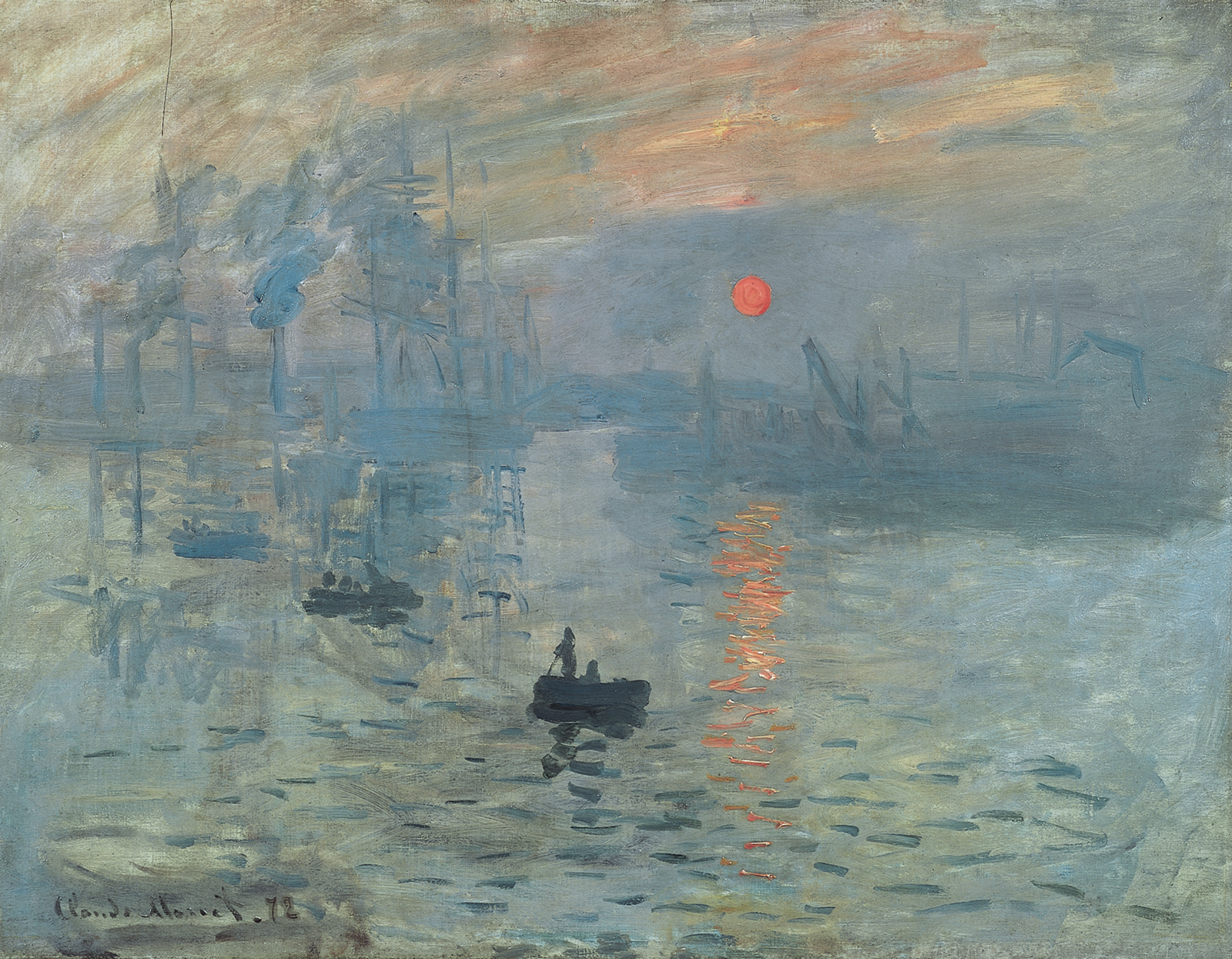
Impressão, nascer do sol, Claude Monet, 1872

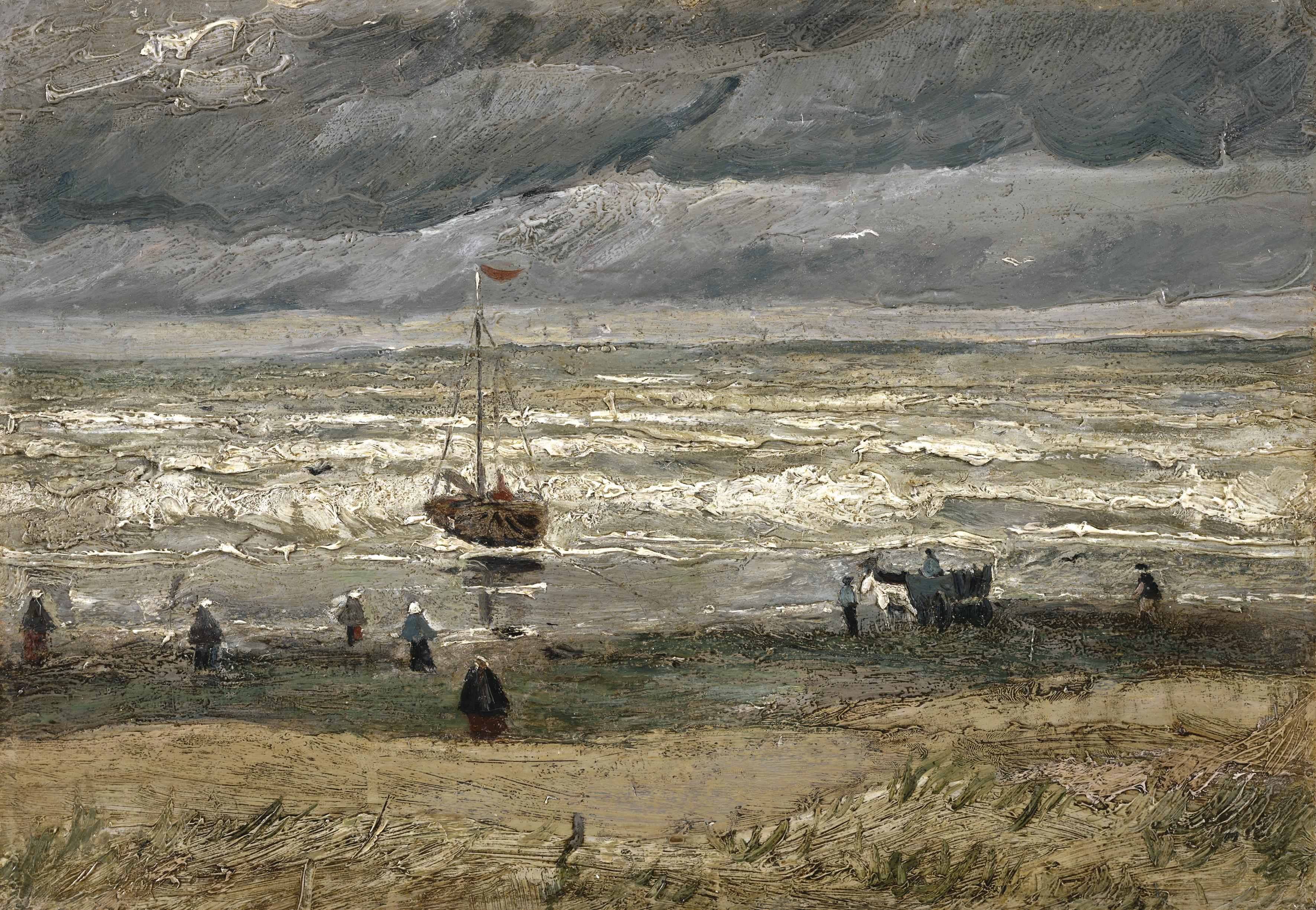
Praia de Scheveningen antes de uma tempestade, Vincent van Gogh, 1882

## Descrição
A Levata del sole allo Spluga é uma grande pintura a óleo de 145 x 97 cm, que retrata o nascer do sol na montanha do Monte Spluga em frente a um lago onde dois barcos nas proximidades descansam, um velejando e um remo, que lembra a proximidade de um homem e uma mulher andando na praia do lago nas proximidades. Alguns viram em Levata del sole allo Spluga uma resposta "verística" milanese ao Impressão, nascer do sol de Monet com suas cores e luzes características.

## Inscrição
Assinatura na parte inferior direita: Bazi.

## Exibição
- IV Trienal de Milão (1900)[1].